# Euphorbia dauana
Euphorbia dauana är en törelväxtart som beskrevs av Susan Carter. Euphorbia dauana ingår i släktet törlar, och familjen törelväxter.
Artens utbredningsområde är Kenya. Inga underarter finns listade i Catalogue of Life.